# Fagraea cuspidata
Fagraea cuspidata är en gentianaväxtart som beskrevs av Carl Ludwig von Blume. Fagraea cuspidata ingår i släktet Fagraea och familjen gentianaväxter. Inga underarter finns listade i Catalogue of Life.